# Plogen, Peter I:s ö
Plogen är ett berg i Antarktis. Det ligger på Peter I:s ö i Västantarktis. Norge gör anspråk på området. Toppen på Plogen är 904 meter över havet.
Terrängen runt Plogen är kuperad norrut, men söderut är den bergig. Havet är nära Plogen norrut. Trakten är obefolkad. Det finns inga samhällen i närheten.